# 臥龍戳花介
臥龍戳花介（学名：Stigmatoeythere orunata）为粗面介科戳花介屬下的一个种。